# Dachov (Vlachovo Březí)
Dachov (německy Dachau) je vesnice, část města Vlachovo Březí v okrese Prachatice v Jihočeském kraji. Leží přibližně čtyři kilometry jihozápadně od Vlachova Březí. V roce 2011 zde trvale žilo 32 obyvatel.

## Historie
První písemná zmínka o vesnici pochází z roku 1542.

## Obyvatelstvo
| Rok            | 1869 | 1880 | 1890 | 1900 | 1910 | 1921 | 1930 | 1950 | 1961 | 1970 | 1980 | 1991 | 2001 | 2011 | 2021 |
| -------------- | ---- | ---- | ---- | ---- | ---- | ---- | ---- | ---- | ---- | ---- | ---- | ---- | ---- | ---- | ---- |
| Počet obyvatel | 77   | 84   | 79   | 84   | 86   | 75   | 56   | 43   | 42   | 35   | 21   | 23   | 41   | 32   | 23   |
| Počet domů     | 12   | 12   | 14   | 15   | 15   | 15   | 15   | 12   | 12   | 12   | 8    | 14   | 15   | 14   | 12   |

## Obecní správa
Při sčítání lidu v letech 1850–1879 Dachov byl samostatnou obcí v okrese Prachatice. V letech 1880–1976 byl osadou obce Dolní Kožlí v okrese Prachatice. Od 30. dubna 1976 do 30. června 1980 byl částí obce Chlumany v okrese Prachatice. Od 1. července 1980 je částí města Vlachovo Březí v okrese Prachatice. Poté se Chlumany opět osamostatnily, ale Dachov již zůstal součástí Vlachova Březí. V letech 1850–1879 k obci patřily Dolní Kožlí, Horní Kožlí a Mojkov.

## Pamětihodnosti
- Usedlost čp. 3 (kulturní památka ČR)